# Persön
Persön, tätort i Luleå kommun. Byn är belägen på ömse sidor E4 cirka 19 km norr om Luleå.

## Befolkningsutveckling
| Befolkningsutvecklingen i Persön 1970–2020 | Befolkningsutvecklingen i Persön 1970–2020 | Befolkningsutvecklingen i Persön 1970–2020 | Befolkningsutvecklingen i Persön 1970–2020 | Befolkningsutvecklingen i Persön 1970–2020 |
| ------------------------------------------ | ------------------------------------------ | ------------------------------------------ | ------------------------------------------ | ------------------------------------------ |
|                                            |                                            |                                            |                                            |                                            |
| År                                         |                                            |                                            | Folkmängd                                  | Areal (ha)                                 |
| 1970                                       | 1970                                       |                                            | 201                                        |                                            |
| 1975                                       | 1975                                       |                                            | 249                                        |                                            |
| 1980                                       | 1980                                       |                                            | 255                                        |                                            |
| 1990                                       | 1990                                       |                                            | 226                                        | 45                                         |
| 1995                                       | 1995                                       |                                            | 280                                        | 46                                         |
| 2000                                       | 2000                                       |                                            | 261                                        | 46                                         |
| 2005                                       | 2005                                       |                                            | 226                                        | 46                                         |
| 2010                                       | 2010                                       |                                            | 223                                        | 45                                         |
| 2015                                       | 2015                                       |                                            | 217                                        | 61                                         |
| 2020                                       | 2020                                       |                                            | 223                                        | 63                                         |
| Anm.: Ny tätort 1970                       |                                            |                                            |                                            |                                            |

## Samhället
Persön har en bensinmack och hade en restaurang fram till våren 2022. Det finns också en skola, en förskola och en hel del företag.